# 大谷朝子
大谷 朝子（おおたに あさこ、1990年 - ）は、日本の小説家。千葉県生まれ。横浜市在住。

## 経歴
2022年、新型コロナ下でルームシェアする女性二人を描いた「がらんどう」で第46回すばる文学賞を受賞してデビュー。

## 作品リスト

### 単行本
- 『がらんどう』（2023年2月 集英社 / 2025年3月 集英社文庫）
  - 初出:『すばる』2022年11月号

### 単行本未収録
小説
- 「僕はうつ病くん」 - 『すばる』2023年8月号
- 「マイ･スイート･ホーム」 - 『すばる』2024年12月号

エッセイ・書評
- 「第46回すばる文学賞 受賞記念エッセイ 半径2メートルから」[4] - 『青春と読書』2023年1月号
- 「ほの暗いエネルギー」 - 『群像』2023年3月号
- 「読書日録」 - 『すばる』2024年1月号 - 3月号
- 「さまざまな眼差しから三つの「場所」を切り取る物語」（江國香織『川のある街』書評） - 『すばる』2024年5月号

対談
- 「対談 大谷朝子×堀江敏幸 空洞を小説によって浮かび上がらせたい」[5] - 『青春と読書』2023年3月号